# Спенс, Давид
Давид Спенс (англ. David Spence; 1818—1877) — британский военачальник, обладатель креста Виктории, наиболее почётной воинской награды Великобритании и Содружества наций.
Во время Индийского народного восстания 1857—1859 годов Спенс в возрасте 40 лет пребывал в чине сержанта-майора 9-го Королевского уланского полка. 17 января 1858 года около индийского города Шамсабад проявил чрезвычайное мужество, за которое был награждён крестом Виктории:
За чрезвычайное мужество около Шамсабада 17 января 1858 года и за оказание помощи раненому рядовому Киду, конь которого был выведен из строя, и спасение его от большого количества повстанцев.
Донесение генерал-майора сэра Джеймса Хоупа Гранта, 8 апреля 1858 года.
Оригинальный текст (англ.)Troop Serjeant-Major Spence

Date of Act of Bravery, 17th January, 1858
For conspicuous gallantry on the 17th of January, 1858, at Shumsabad, in going to the assistance of Private Kidd, who had been wounded, and his horse disabled, and bringing him out from a large number of rebels. Despatch from Major-General Sir James Hope Grant, K.C.B., dated 8th April, 1858.
Позднее получил звание полкового сержанта-майора (высшего воинского звания в категории старшего состава в морской пехоте Великобритании). В 1862 году стал дворцовым стражем.
Его крест Виктории демонстрируется в полковом музее 9/12 полков королевских улан в Музее и художественной галерее Дерби.